# Porella viridissima
Porella viridissima là một loài rêu tản trong họ Porellaceae. Loài này được (Mitt.) Grolle miêu tả khoa học lần đầu tiên năm 1972.